# 라이프 온 마스 (2006년 드라마)
《라이프 온 마스》(Life on Mars)는 영국 BBC에서 방영한 드라마로 쿠도스 필름(Kudos Film)에서 제작했고 BBC One에서 2006년 1월부터 2007년 4월까지 시즌 2까지 방영되었다. 2006년 맨체스터의 한 경찰관이 차에 치였다가 난데없이 1973년의 맨체스터로 이동하고, 그곳에서 살아가며 여러 사건들을 파헤치는 이야기를 담았다. 스핀오프이자 후속작으로는 《애시스 투 애시스》(Ashes To Ashes)가 있다.
리메이크 작으로는 2008년 10월부터 2009년 4월까지 방영된, 미국의 ABC가 만든 버전이 있다. 또한 스페인 버전이 2009년 4월에서 6월까지 스페인 채널에서 방영된 바 있다. 2018년 6월부터는 대한민국의 OCN에서 동명의 드라마로 리메이크 되어 방영되었다.

## 줄거리
My name is Sam Tyler. I had an accident and I woke up in 1973. Am I mad, in a coma, or back in time? Whatever's happened, it's like I've landed on a different planet. Now, maybe if I can work out the reason, I can get home.
내 이름은 샘 타일러. 사고를 당하고 깨어나보니 1973년이었다. 난 혼수상태에 미친 걸까, 아니면 시간을 거슬러 온 것일까? 어쨌든 간에, 이건 다른 행성에 와있는 것만 같다. 이제 내가 이유를 밝혀낸다면, 집에 돌아갈 수 있을지도 모른다.— 오프닝 타이틀에서의 샘 타일러

때는 2006년, 맨체스터 시경으로 일하고 있는 주인공 샘 타일러. 유난히 풀리지 않는 한 살인사건을 수사하던 중, 같은 형사이자 연인 사이였던 마야가 범인을 쫓다 실종되었다는 사실을 접하고 크게 낙심한다. 드라이빙 중 노래 "Life on Mars?"를 틀며 기분을 푸려던 샘 타일러는 차문 밖으로 나섰다가 한순간 차에 치여 쓰러진다.
타일러가 다시 정신을 차려보니 주변이 1973년의 맨체스터로 바뀌어 있었다. 그 뿐만 아니라 타일러는 형사과장(Detective Chief Inspector, DCI)에서 형사반장(Detective Inspector, DI)으로 강등되어 있었다. 모든 것이 낯선 거리를 방황하던 타일러는 자신의 '전근증명서'에 따라 1973년의 맨체스터 경찰서로 향한다. 그곳에서 수사를 책임지고 있는 과장 진 헌트, 그리고 나머지 수사팀원들과 함께 1973년 경찰관으로서 온 사건을 수사하게 된다. 한편 지금 이 순간이 현실인지를 의심케 하는 수상한 현상들을 접하고, 2006년으로 되돌아가기 위해 부단히 노력한다.
시즌 2 동안 가장 중요한 줄거리는 애매함을 중심으로 벌여진다. 시청자들에게 그가 과연 미친것인지 혼수상태인지 진짜로 시간여행을 하고 있는지에 대해 의문을 갖게 한다.

## 탄생 배경
원래 이 이야기는 스푹스, 허슬로 유명한 쿠도스 필름 & 텔레비전의 작가 매슈 그레이엄, 토니 조던, 애슐리 패로가 1998년 블랙풀의 리조트 해변에서 처음 구상했던 것으로 당시에는 좀 더 코믹적인 요소에 초점을 맞췄다고 한다. 그리고 이 중심에는 코믹 배우 닐 모리세이가 거론되었다고 한다.
하지만 결국 이 기획은 수포로 돌아갔고 후에 채널 4의 존 요크가 관심을 가지며 샘 타일러(원래 이 캐릭터의 이름은 샘 타일러가 아닌, 샘 윌리엄스였다고 한다. 그런데 이 작품의 제작자 중 한 명인 매슈 그레이엄의 딸이 BBC 드라마 닥터후를 보고 거기서 나오는 여주인공 로즈 타일러의 성을 따 샘 타일러라 지었다 한다.)와 진 헌트라는 두 캐릭터를 이야기의 중심 캐릭터로 해 드라마를 구체화시켰다. 그러나, 채널 4에서 역시 외면당하는 비운을 맞았다.
그러나, 이 기획은 BBC 드라마 제작자 줄리 가드너의 시선을 끌었고 가드너는 제인 트랜터를 설득해 사장될 뻔했던 라이프 온 마스의 기획을 성공으로 이끌었다.
원래는 라이프 온 마스가 아닌, 70년대 최고의 인기를 누렸던 포드의 그라나다가 제목이었다고 한다. 그런데, BBC측은 시간여행을 다루고 있는 만큼 좀 더 판타지적 느낌을 살린 제목을 원했고 그래서 결정된 것이 데이비드 보위의 라이프 온 마스이다. 그리고 주인공 샘이 과거로 시간을 거슬러온 연도도 라이프 온 마스가 발표된 해인 1973년이 되게 된 것이다.

## 해외 방영과 리메이크
《라이프 온 마스》는 해외 여러 국가에서 방영되었다. 미국에서는 2006년 7월부터 2007년 8월까지 BBC 아메리카를 통해 시즌 1을 방영한 것이 처음이며, 2007년 12월부터 2008년 1월까지 시즌 2를 방영했다. 2010년에는 일부 공공방송 채널에서 재방하기도 했다. 캐나다에서는 BBC 캐나다를 통해 2006년 9월부터 2007년 4월까지 방영하였으며, 2008년에는 텔레퀘벡 (프랑스어)과 쇼케이스 (영어)에서 방송되었다. 오스트레일리아에서는 2007년 5월부터 ABC1을 통해 방영했고, 뉴질랜드에서는 2007년 2월 TV One을 통해 방영되었다. 이 밖에 크로아티아, 스웨덴, 네덜란드, 독일, 그리스, 스페인, 이스라엘, 이탈리아, 세르비아, 노르웨이, 핀란드, 헝가리 등의 유럽 국가들과 일본, 홍콩에서도 방영되었다. 대한민국에서는 2009년 여름에 tvN과 BBC 엔터테인먼트를 통해 처음 방영되었다.
《라이프 온 마스》의 판권 판매와 리메이크도 활발히 이뤄졌다. 먼저 미국 방송국 ABC에서 2008년 10월부터 방영한 17부작 동명 드라마가 있다. 파일럿 에피소드에 데이비드 E. 켈리가 제작을 맡았으나 다른 시리즈 제작을 위해 손을 뗐다. 본 시리즈는 그다지 호평은 듣지 못하고 지지부진하다가 종영했다. 줄거리 역시 계속해서 이어나가는 것을 염두에 두고 짰지만 흥행이 부진했던 탓에 2009년 4월 차기 시즌이 취소되었다. 스페인 방송국 안테나 3에서는 2008년 BBC로부터 판권을 사서 리메이크판을 제작했다. 《어제에서 온 소녀》 (La Chica de Ayer)란 제목으로, 1977년 프란시스코 프랑코 정권이 끝난 이후를 시점으로 잡았다.
러시아 방송국 채널 원에서는 《다크 사이드 오브 더 문》(Обратная сторона Луны)이란 제목으로 리메이크해 2012년 11월부터 16부작으로 방송하였다. 여기서는 모스크바의 경찰관인 미하일 미하일로비치 솔로비요프가 2012년 범인을 뒤쫓다 차에 치이고, 깨어나보니 1979년 소련의 모스크바 병원에 있었다는 설정이다. 또 아버지 미하일 이바노비치 솔로비요프를 대신해 경찰직을 맡게 된다. 체코 국영방송 ČT1에서는 《머리 아래 세계》(Svět pod hlavou)란 제목으로 리메이크했다. 엘리트 경찰관 필리프 마르반이 자동차 사고를 당해 1982년 체코슬로바키아의 병원에서 깨어난다는 설정이다. 드라마 제목은 체코 가수 야나 크라토흐빌로바의 노래 〈V stínu kapradiny〉의 가사 구절에서 따왔다. 2017년 1월 2일부터 방송되었으며 총 10부작 구성이다.
대한민국에서는 2011년 종합편성채널 JTBC 개국 당시 BBC와 함께 《화성에서 생긴 일》(가제)이라는 드라마를 공동제작하겠다는 계획이 있었으나, 실현되지는 못했다. 이후 2017년 11월 케이블채널 OCN에서 공식 리메이크판인 《라이프 온 마스》를 제작한다고 발표하였고 이후 2018년 6월부터 동년 8월에 방영했다. 굿 와이프, 크리미널마인드 등의 리메이크작 연출에 나섰던 이정효 PD가 제작을 맡았다.